# Gustave Hervigo
Gustave Adolphe Hervigo est un artiste peintre né à Rambouillet le 27 octobre 1896, mort à Rambouillet le 21 mai 1993.

## Biographie
L'enfance de Gustave Hervigo se partage entre sa ville natale de Rambouillet, où très tôt il travaille auprès de son père au métier d'artisan-bourrelier, et des vacances estivales à Douarnenez. Intéressé par la peinture dès le plus jeune âge, autodidacte quoique recevant les conseils du peintre rambolitain Henri Laigneau, c'est cependant dans la fabrication de la maroquinerie qu'après la Première Guerre mondiale, marié et s'étant installé à Paris, il s'investit avec succès, travaillant pour les maisons de Haute couture. Peignant toujours cependant, Gustave s'ouvre aux expositions parisiennes en présentant un tableau au Salon des indépendants de 1925 (manifestation à laquelle il restera fidèle puisque l'on relève toujours son nom parmi les exposants de 1984). Il devient membre de la Société nationale des beaux-arts en 1930.
Dans l'obligation de se cacher, car juif, pendant la Seconde Guerre mondiale, Gustave Hervigo est généreusement accueilli, pendant  plusieurs années à compter de 1941, par un couple de Videix (Haute-Vienne). Contraint de quitter précipitamment ses courageux hôtes à la suite d'une dénonciation, il s'emploiera, longuement mais vainement, à en rechercher les descendants.
C'est après la guerre que Gustave devient exclusivement peintre, se liant alors d'une étroite amitié avec le sculpteur Jean-Graves (1897-2000) ainsi que les peintres Georges Delplanque (1903-1999) et Louis-Édouard Toulet (1892-1967). La bourse de voyage de l'Afrique-Équatoriale française qui lui est attribuée en 1948 par la Société des beaux-arts d'outre-mer fait de lui un peintre voyageur: « Tatave-la-bougeotte », car tel est le surnom qu'il va y gagner, entreprend dix-sept voyages à travers le monde entre 1949 et 1981, centrés sur l'Afrique noire jusqu'en 1961: au Tchad (1949, 1951, 1953), au Gabon, notamment Libreville et Lambaréné (1950), en Centrafrique (1954), dix mois au Cameroun (1955), retours au Tchad (1957, 1959, 1961), Madagascar et l'île de La Réunion (1963-1964), la Nouvelle-Calédonie, les Nouvelles-Hébrides - aujourd'hui Vanuatu - et la Polynésie (1966-1968), l'Éthiopie et le territoire français des Afars et des Issas - aujourd'hui Djibouti - (1969), la Norvège (1970), le Niger (1972), la Côte d'Ivoire (1974 et 1976), la Russie (1975), le tour du monde sur le croiseur porte-hélicoptères Jeanne d'Arc en 1981.
Il est membre du conseil d'administration de la Société Nationale des Beaux Arts dans la section peinture en 1977. 
Vivant un temps au 12, rue Jean-Ferrandi dans le 6e arrondissement de Paris au soir de sa vie, il lègue en 1990 l'ensemble de son fonds d'atelier à la ville de Rambouillet où il meurt en mai 1993 et où une place porte aujourd'hui son nom.

## Livres illustrés
- René Gauze, Oubangui-Chari - Paradis du tourisme cynégétique, couverture illustrée par Gustave Hervigo, Imprimerie Ozanne, 1958. 500 exemplaires numérotés constituant l'édition originale et réservés à la Chambre de commerce de Bangui.

## Expositions

### Expositions particulières
- Galerie Saint-Placide, Paris, novembre-décembre 1958[7].
- Rétrospective Gustave Hervigo, Musée national de la Marine, Paris, 1980.
- Figures et paysages d'Afrique noire dans les années 1950 par Gustave Hervigo, Palais du Roi de Rome, Rambouillet, juillet-septembre 2009[8],[9].
- Hervigo et Rambouillet - Vingtième anniversaire de la disparition de Gustave Hervigo, Palais du Roi de Rome, Rambouillet, novembre-décembre 2013.

### Expositions collectives
- Salon des Indépendants, Paris, de 1925 à la décennie 1980[2].
- Hommage à Hervigo, trentième Salon des arts de Rambouillet, 1991.
- Bicentenaire de la Société de géographie - Exposition de peintures - Nature et paysages, salon du Vieux Colombier, mairie du 6e arrondissement de Paris, décembre 2021 - janvier 2022.

## Réception historique et critique
- « Ce qui caractérise la peinture de Hervigo, c'est l'extrême, la belle sobriété des masses ; il vise à tel point l'essentiel d'un paysage qu'il supprime les personnages, les villages, les rues sont déserts sans être tristes pour cela, car une lumière dorée, heureuse, les baigne de façon fort poétique. » - Henri Héraut[7]
- « Si les portraits datant du premier voyage de l'artiste, d'une Tchadienne au torse et aux bras puissants, d'un adolescent en short et chemise aux manches retroussées ou d'un sorcier éborgné par une panthère, procèdent encore, malgré leur force, de l'anecdote, ceux qu'il exécuta au cours du deuxième voyage (1951, n.d.l.r.), charpentés en blocs de couleurs et coups de pinceau fluide sur fonds monochromes de nuance pâle, ont acquis une densité quelque peu austère. Quant aux scènes où il dépeint la vie quotidienne, elles sont de plus en plus stylisées, atteignant enfin la pureté non figurative de la Vue de Fada dans l'Ennedi. » - Lynne Thornton[1]

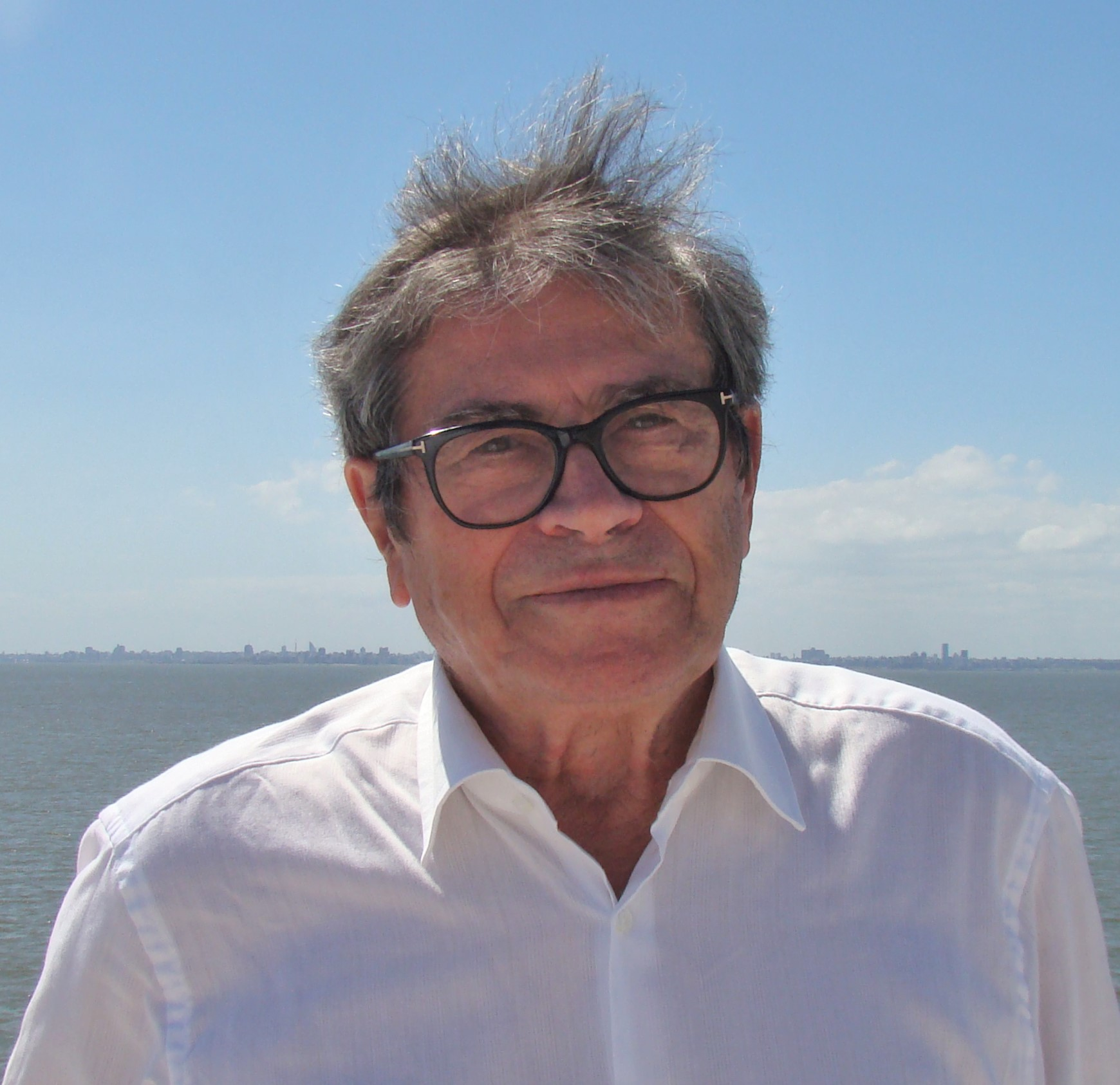
François Bellec

- « Dans ce paysage austère et décoloré, il dépouilla ses compositions, s'approchant parfois de l'abstraction, et il simplifia à l'extrême ses couleurs, jusqu'à supprimer résolument le bleu de sa palette qui ne comportait déjà plus de vert. Il la limita désormais à deux rouges, deux jaunes et un noir, une étonnante gamme chaude à partir de laquelle il tirait en magicien tous les tons de ses tableaux... L'Afrique tropicale est le domaine de la végétation triomphante, des arbres sous toutes leurs formes, des cocotiers aux baobabs, de la savane à la forêt primaire, un trou noir avec quelques verticales claires, comme la définissait Hervigo.... Hervigo n'aimait pas qu'on le traitât de peintre de l'Afrique. Cela m'honore - répondait-il - mais je désire être peintre tout simplement, et cela n'est déjà pas si facile. » - François Bellec[5]
- « Hervigo se sentait chez lui dans le désert. Sa longue aventure commença grâce à l'attribution du Prix de l'A.E.F. en 1949. Il s'enfonça en 1951 dans le Tibesti. Parti de Fort-Lamy (N'Djamena), il y passa six mois, allant de point d'eau en point d'eau, à la boussole, accompagné de ses sept chameaux portant chevalet, couleurs et pinceaux pour l'art, thé et pain de sucre pour la convivialité sociale, gagnant au rythme de sa méharée l'estime des vieux blédards et l'amitié de ses hôtes Toubous. Hervigo revint trois fois encore se ressourcer au Tchad. » - Philippe Bonnichon, Pierre Gény et Jean Nemo[10]

## Prix et distinctions
- Sociétaire de la Société nationale de beaux-arts en 1940, membre du jury en 1948.
- Prix de l'Afrique-Équatoriale française 1949.
- Prix Puvis-de-Chavannes (décerné par la Société nationale des beaux-arts), 1962.
- Peintre officiel de la Marine, 1963.
- Membre de l'Académie des sciences d'outre-mer, 1976[6].
- Chevalier de la Légion d'honneur.
- Médaille de vermeil de la Société d'encouragement au progrès.
- Officier de l'ordre national du Tchad
- Officier de l'Ordre de l'Étoile noire du Bénin.

## Conservation

### Collections publiques
- Musée du quai Branly (transfert depuis la reconversion du Musée des arts africains et océaniens), Paris, Vue de Fada dans l'Ennedi, toile[1],[11].
- Musée du Domaine départemental de Sceaux, La place Saint-Hubert à Rambouillet, encre sur papier[12].
- Musée matheysin, La Mure (Isère), œuvres de Gustave Hervigo provenant de la donation Paul Fabre (1894-1977), Prix de littérature coloniale 1936 pour son livre Les heures d'Abéché.
- Académie des sciences d'outre-mer, Fort-Lamy, toile[5].
- Fonds national d'art contemporain dont dépôts: Ministère du travail, Paris (Hiver à Belleville, peinture), Préfecture de la Meuse, Bar-le-Duc (L'allée, peinture), Préfecture de la Haute-Saône, Vesoul (Le printemps, peinture).
- Ministère de la défense, Paris.
- Ville de Rambouillet, fonds d'œuvres, donation Gustave Hervigo.

### Fresques murales
- Chambre de commerce de Libreville (Gabon), 1950[6].
- Chambre de commerce de N'Djamena (Tchad), 1953[6].
- Chambre de commerce de Bangui (République centrafricaine), 1954[8].
- Restaurant du personnel de la Compagnie Air France, 87, rue de Paris, Montreuil-sous-Bois (fresques transférées depuis la salle de réunion UTA à Puteaux où elles se trouvaient avant leur restauration en 2005)[13].